# Turtugaruba Foundation for Sea Turtle Conservation

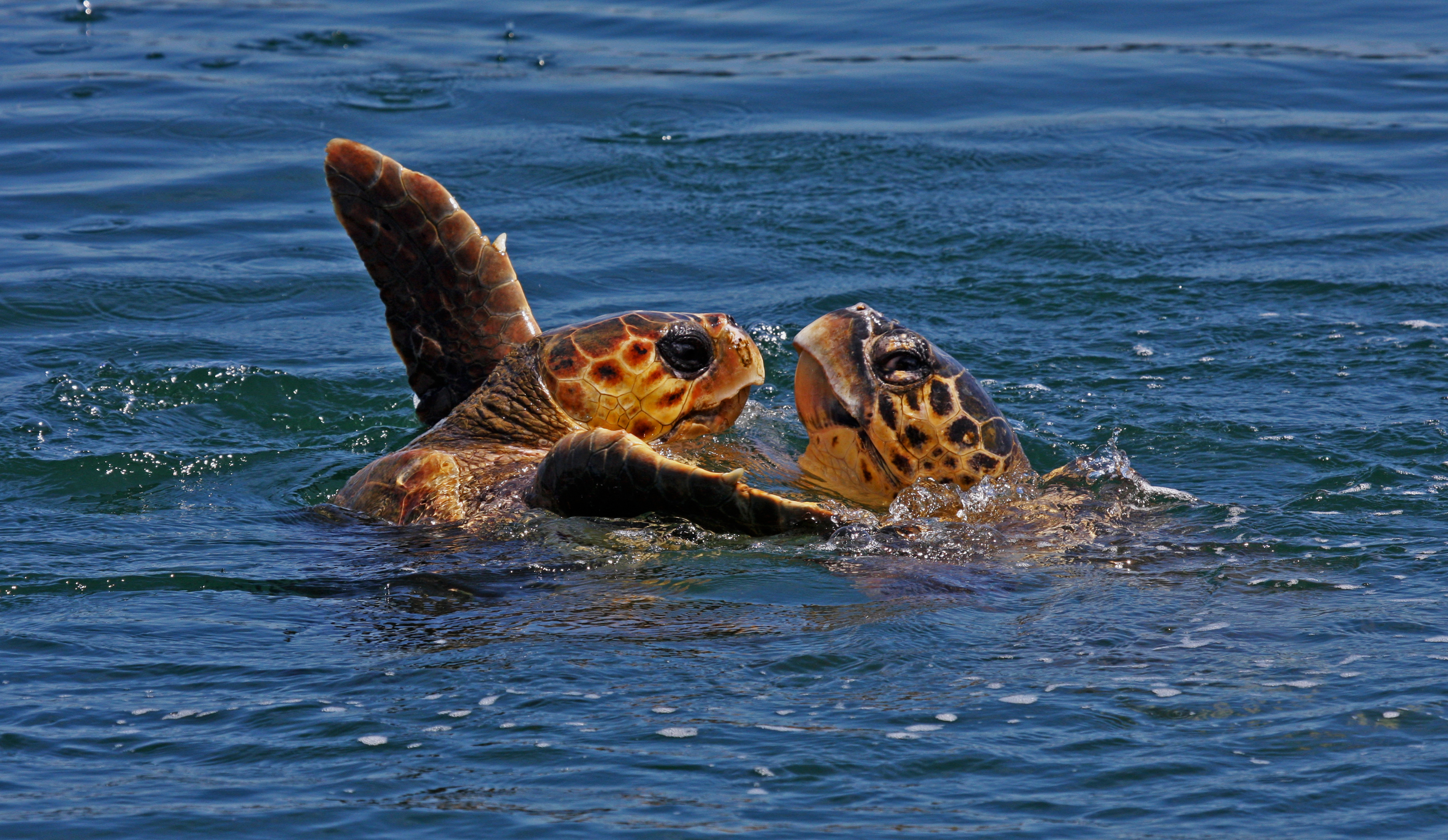
Twee onechte karetschildpadden, bekend als "cawama" in Aruba.

De Turtugaruba Foundation for Sea Turtle Conservation is een natuurbeschermingsorganisatie uit Aruba. De organisatie werd opgericht in 2003 maar daarvoor bestond er al een plan dat ontwikkeld werd 1993 door Widecast en de UN Caribbean Environment Program genaamd: de STRAP Sea Turtle Recovery Plan (Redplan voor Zeeschildpadden). De stichting hanteert dit plan als leidraad. Turtugaruba maakt ook deel uit van het Wider Caribbean Sea Turtle Conservation Network, het regionale netwerk voor zeeschildpaddenbescherming. Alle Caraïbische zeeschildpadden zijn bedreigde diersoorten.
Op Aruba zijn er vier soorten zeeschildpadden te vinden:
- De Lederschildpad (Dermochelys coriacea), heeft een lengte van 2,4 meter en is de grootste schildpad ter wereld. Het dier behoort niet tot de familie van zeeschildpadden maar wordt geclassificeerd als een reptiel. Een lederschildpad kan tot 900 kg wegen. Een vrouwtjesschildpad legt een gemiddeld van 100 eieren per nest. Per paarseizoen maakt ze 6 tot 8 nesten.
- De Onechte karetschildpad (Caretta caretta), de volwassenen hebben een lengte van 120 cm en kunnen tot 200 kg wegen.
- De Karetschildpad (Eretmochelys imbricata).
- De Soepschildpad of groene schildpad (Chelonia mydas).

De zeeschildpadden worden sinds 1980 beschermd.
Beletsels voor de overleving en voortplanting van deze schildpadden:
- Het verdwijnen van leefomgevingen en broedplaatsen door bouwprojecten langs de kust.
- Kunstmatige lichtbronnen ’s nachts.
- Auto’s en andere vervoermiddelen die op het strand rijden.
- Milieuvervuiling

Turtugaruba heeft als doel educatie en opwekking van publiek bewustzijn, en bescherming en behoud van de leefomgeving van de Caraïbische zeeschildpadden.
Projecten zijn:
- Educatie. De organisatie biedt lezingen aan boswachters, hotelpersoneel, duikscholen, en de Arubaanse bevolking in het algemeen. De stichting participeert in open dagen, maakt brochures voor toeristen, helpt kinderen met schoolprojecten, deelt informatie over sociale netwerken en beschikt over een Turtle Hotline-nummer dat men 24 uur per dag kan bellen.

- Veldwerk, bescherming en dataverzameling. In het zeeschildpadbroedseizoen, worden de stranden waar ze hun eieren leggen, iedere morgen bij het aanbreken van de dag, gemonitord. In 2009 werden er 154 nesten geregistreerd op het eiland, 123 waren van 20 vrouwelijke lederschildpadden. Bij Dos Playa werden er 40 nesten gevonden.[3]

De organisatie patrouilleert in het broedseizoen van 22:00 uur tot 2.00 uur op de Eagle Beach. De nesten worden ter plaatse beschermd door middel van barricades gedurende een periode van 60 tot 70 dagen. De dag waarop de schildpadjes uit hun eieren komen worden ze naar zee geholpen, het is belangrijk dat ze zich op de horizon kunnen oriënteren, Turtugaruba bouwt dan een speciale weg door middel van barricades waarmee ze de pasgeboren schildpadden begeleidt terwijl ze het publiek uit de weg houdt.
- Contact met de overheid. De overheid betrekt Turtugaruba als er plannen zijn voor nieuwe projecten langs de kust. Turtugaruba is lid van de AHATA (Aruba Hotel and Tourism Association) Environment Committee en werkt samen met de andere natuurorganisaties op het eiland. Ze doet ook mee aan het Reef Care Project, een jaarlijkse grootschalige strandreinigingsdag.[3] De weinige zeeschildpadden die overleven, één op de duizend[4], keren weer als ze volwassen zijn, ze komen terug naar hun geboortenest om daar hun eieren te leggen.